# NGC 7742
NGC 7742 é uma galáxia Seyfert (um tipo diferente de galáxia espiral) localizada a aproximadamente setenta e dois milhões de anos-luz (cerca de 22 megaparsecs) de distância na direção da constelação de Pégaso. A parte visível da galáxia possui aproximadamente trinta e seis mil anos-luz de diâmetro, uma magnitude aparente de +11,5, uma declinação de +10° 46' 00" e uma ascensão reta de 23 horas, 44 minutos e 15,8 segundos.
Existem fortes indícios de que a galáxia NGC 7742 possui um buraco negro supermassivo em seu núcleo. Também observa-se, pelo espectro do seu núcleo galáctico, a presença de átomos altamente ionizados.